# الروی (کارولینای شمالی)
الروی (به انگلیسی: Elroy) شهری در ایالت کارولینای شمالی کشور ایالات متحده آمریکا است که جمعیت آن در سرشماری سال ۲۰۱۰ میلادی، ۳٬۸۶۹ نفر بوده‌است.